# Vandaravua carli
Vandaravua carli – gatunek kosarza z podrzędu Laniatores i rodziny Podoctidae. Jedyny znany przedstawiciel monotypowego rodzaju Vandaravua.

## Występowanie
Gatunek endemiczny dla Indii.